# Soziale Fortschrittspartei Südtirols
Die Soziale Fortschrittspartei Südtirols (SFP) war eine politische Partei mit sozialdemokratischer Ausrichtung, die 1966 vom Bozner Arzt Egmont Jenny gegründet wurde. Sie war von 1966 bis 1968 und von 1973 bis 1978 im Südtiroler Landtag und dadurch gleichzeitig im Regionalrat Trentino-Südtirol vertreten.

## Geschichte
Die Gründung geht auf das Bestreben des österreichischen Außenministers und späteren Bundeskanzlers Bruno Kreisky zurück, im Rahmen seines Engagements zur Lösung der Südtirolfrage die Bildung einer sozialdemokratischen Komponente innerhalb der Südtiroler Volkspartei (SVP) aktiv zu unterstützen. Kreisky ermöglichte 1964 die Nominierung des Bozner Arztes Egmont Jenny zum SVP-Landtagskandidaten. Nach seiner Wahl in den Landtag gab Jenny mit der Gründung des "Südtiroler Arbeitskreises für Sozialen Fortschritt" einer sozialdemokratischen Parteikomponente erste Strukturen. Unter Berufung auf die mehrmalige Verletzung der Fraktionsdisziplin bei Landtagsabstimmungen wurde Jenny 1966 aus der SVP ausgeschlossen und gründete mit Unterstützung der SPÖ in sofortigem Anschluss die Soziale Fortschrittspartei Südtirols (SFP), als deren Vertreter er bis 1968 im Landtag fungierte. Bei den Gemeinderatswahlen 1969 erreichte die SFP in 17 Gemeinden Südtirols insgesamt 24 Gemeinderatsmandate.
Anlässlich der italienischen Parlamentswahlen im Jahr 1972 verzichtete die SFP auf eine eigenständige Kandidatur und empfahl die Wahl des Trentiner Sozialisten Renato Ballardini (PSI), der sich während der Verhandlungen zum Zweiten Autonomiestatut als Mitglied der parlamentarischen Neunzehnerkommission für die Belange der deutsch- und ladinischsprachigen Südtiroler eingesetzt hatte. Die Wahlempfehlung für einen italienischen Kandidaten führte jedoch zur Spaltung der SFP und anlässlich der Landtagswahlen 1973 zur Parallelgründung der Sozialdemokratischen Partei Südtirols (SPS) rund um den ehemaligen SVP-Parlamentarier Hans Dietl. Aufgrund der Aufstockung der Landtagsmandate von 25 auf 34 Sitze konnte die SFP trotz Stimmenverluste ein Restmandat für Egmont Jenny erreichen. Nach einer gescheiterten Fusion mit der SPS im Jahr 1976 schaffte es die Partei nicht mehr, bei den Landtagswahlen 1978 ihren Sitz für Jenny zu verteidigen. Die letzten Gemeinderäte der SFP schieden 1980 aus ihren Mandaten aus.

## Inhaltliche Schwerpunkte
Die Partei bekannte sich in ihrem Aktionsprogramm aus dem Jahr 1967 zu den Grundsätzen des demokratischen Sozialismus und orientierte sich im Allgemeinen an der politischen Linie der SPÖ unter der Führung Bruno Kreiskys. Die SFP nahm in den 1960er und 1970er Jahren zu zahlreichen gesellschaftspolitischen Themen in Südtirol Stellung, wobei sie sich im Zuge der Umsetzung des Zweiten Autonomiestatuts vor allem für einen Ausbau der Bildungsstrukturen, die Schaffung von Arbeitsplätzen, eine Stärkung des Meinungspluralismus, die Gleichstellung der Geschlechter und insgesamt für eine gesellschaftliche Modernisierung und den Anschluss Südtirols an Europa einsetzte. 
Die SFP blieb in der politischen Landschaft Südtirols stets eine ethnisch geschlossene Partei, die sich vor allem auf Sympathisanten aus der westlichen Landeshälfte und aus dem urbanen, deutschsprachigen Milieu stützte, wenngleich die Partei auf Initiative Jennys mehrfach glaubwürdige Versuche unternahm, sich der italienischsprachigen Wählerschaft zu öffnen und mit italienischen Parteien ihres politischen Lagers zu kooperieren. 
Die erfolgreiche Sammlung einer ersten sprachgruppenübergreifenden Bewegung gelang Alexander Langer mit der Landtagsliste Neue Linke/Nuova Sinistra, die 1978 parallel zum Niedergang der SFP den Einzug in den Landtag schaffte und sich später als grün-alternative Liste langfristig in der Südtiroler Parteienlandschaft etablieren konnte.